# Totus tuus (Górecki)
Totus tuus (op. 60) est une œuvre pour chœur mixte a cappella composée par Henryk Górecki en 1987.

## Historique
Totus tuus fut écrit par Górecki en mai 1987 pour la troisième visite du pape Jean-Paul II dans son pays natal à qui elle est dédiée. Totus tuus qui signifie en latin « Tout à toi » (Marie) est en réalité la devise que s'est choisi Karol Wojtyla en 1958 lorsqu'il est nommé évêque.
La première mondiale de l'œuvre fut donnée le 19 juillet 1987 dans l'église Saint-Stanislas de Włocławek sous la direction de Kazimierz Szymonik.

## Structure
Totus tuus est composé d'un mouvement unique dont l'exécution dure environ 12 minutes.

## Discographie
- Chœur philharmonique de Prague dirigé par John Nelson, Decca Records, 1993.
- Cambridge Choir of King's College dirigé par Stephen Cleobury, Emi Classics, 1996
- Chœur de Chambre Versija dirigé par Juris Vaivods, 1997, Jade, 2005
- Sur le disque Tavener, Pärt, Gorecki par le Vasari Singers dirigé par Jeremy Backhouse, Emi classics, 1996, 2000, 2003
- Sur le disque Peace, a choral album for our times par le Handel and Haydn Society dirigé par Grant Llewellyn, 2004
- Sur le disque 20th-Century Choral Masterpieces par le Gabrieli Consort dirigé par Paul McCreesh, Deutsche Grammophon, 2005
- National Youth Choir of Great Britain dirigé par Mike Brewer, Delphian Records, 2014